# Greckenschloss

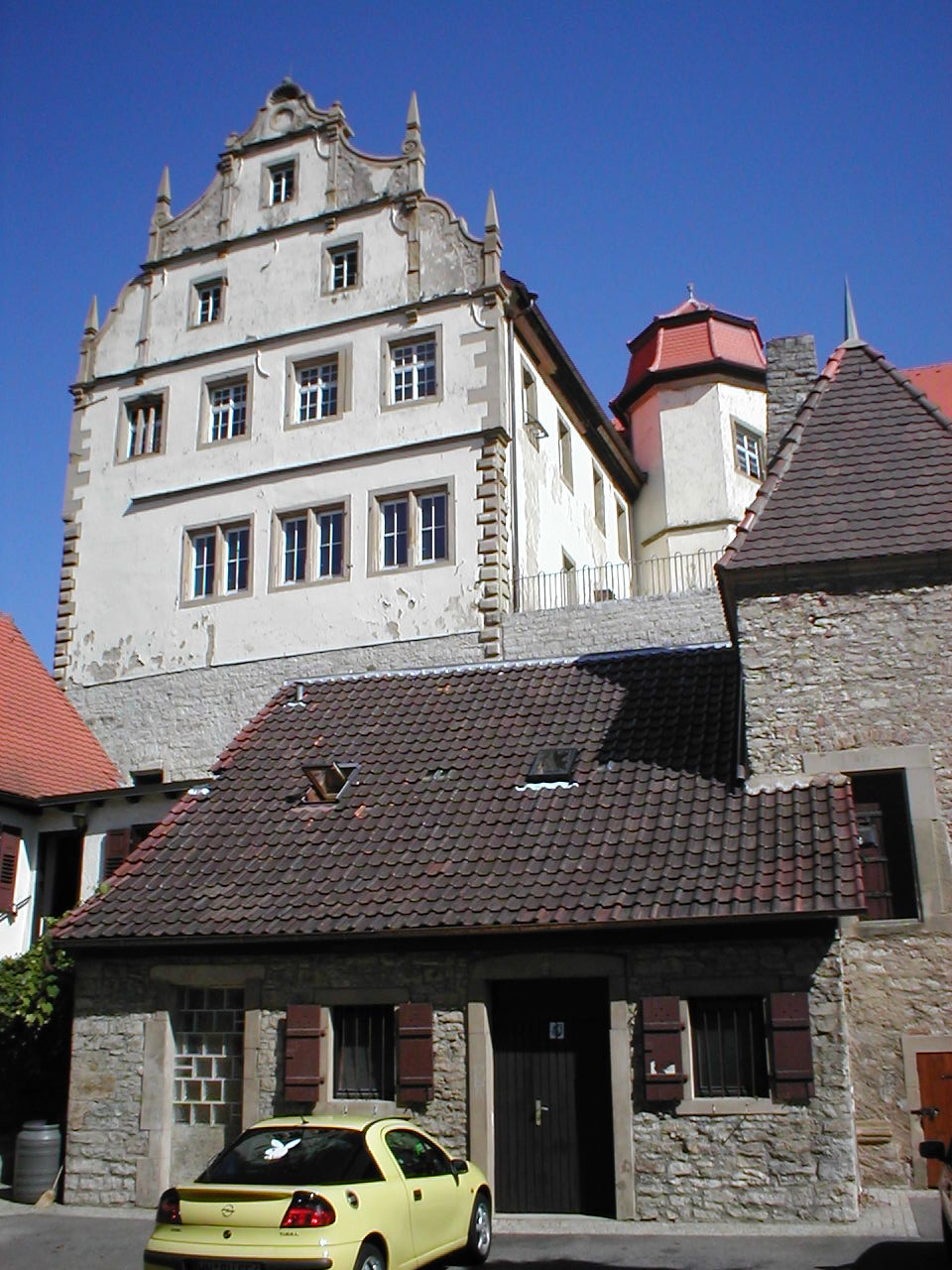
Greckenschloss in Bad Friedrichshall-Kochendorf (2006)

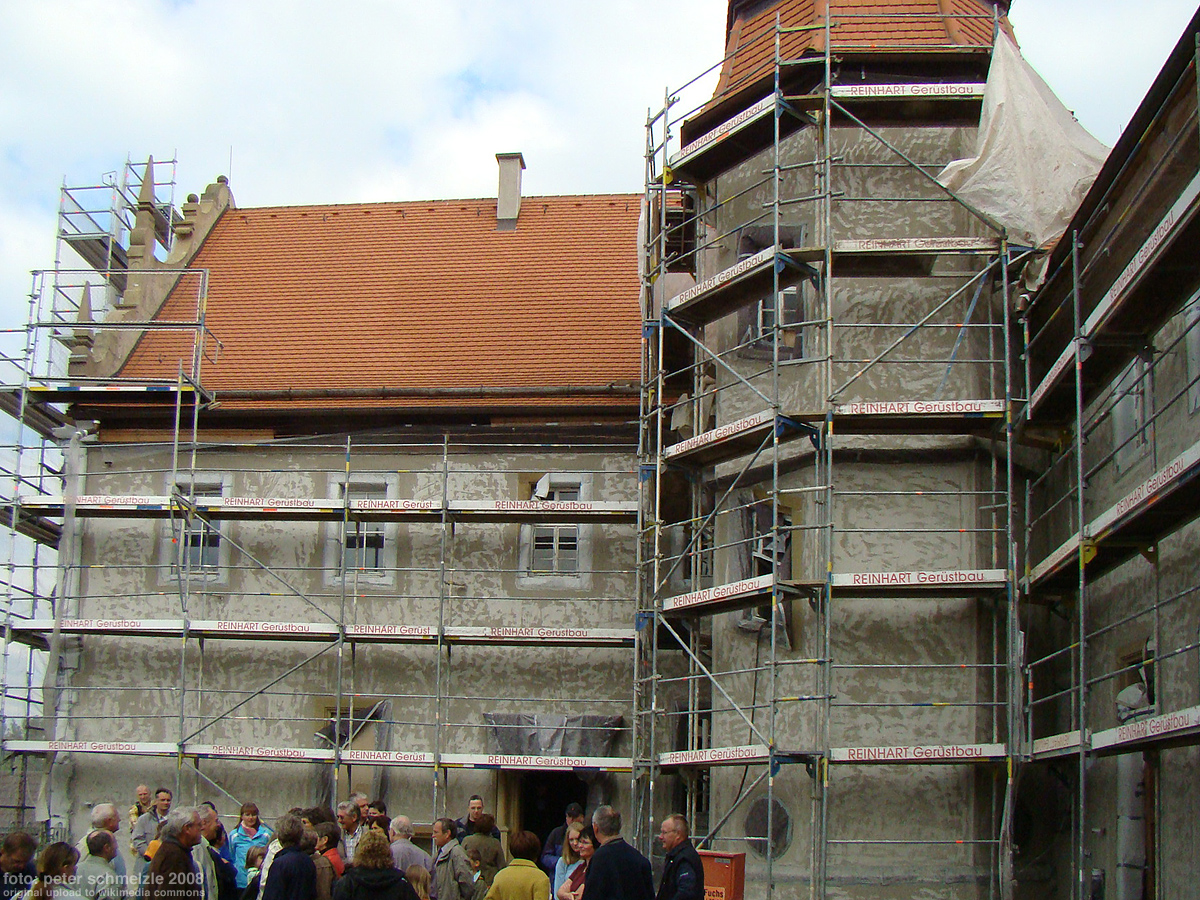
Innenhof während Sanierung 2008

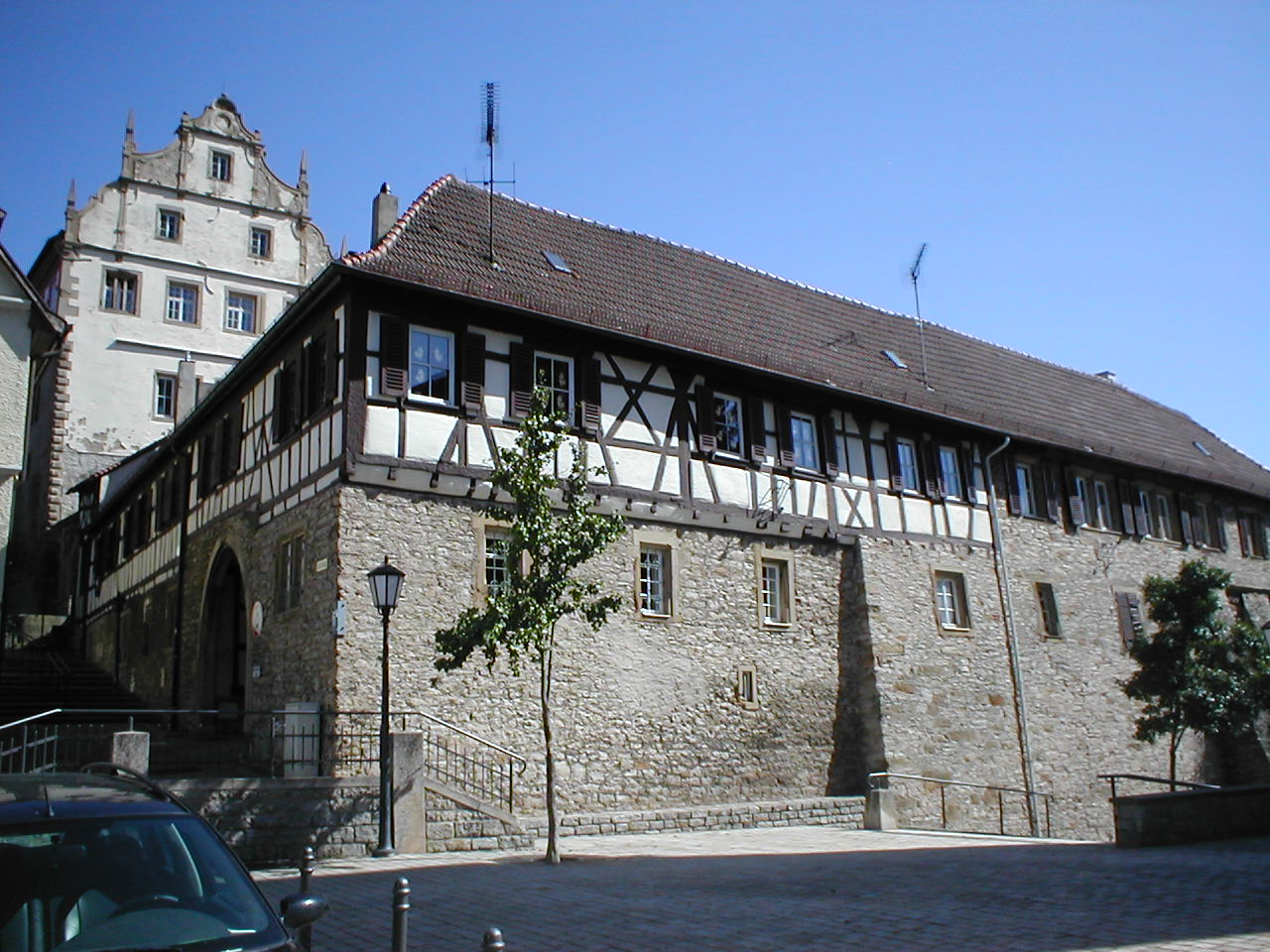
Meiereihof des Greckenschlosses (2006)

Das Greckenschloss, auch Bergschloss oder um 1700 auch Zwingenberg genannt, ist ein um 1600 errichteter Herrensitz der Grecken von Kochendorf. Kochendorf ist ein Stadtteil von Bad Friedrichshall im Landkreis Heilbronn im nördlichen Baden-Württemberg. Das Hauptgebäude wird seit geraumer Zeit als Schule genutzt.

## Geschichte
Nach der Erbteilung Wolf Conrad Grecks I. († 1598) fiel der bedeutendste Besitzanteil in Kochendorf, ein Reichslehen mit dem 1553 erneuerten Schloss Lehen, an den ältesten Sohn Johann Philipp Greck, während die anderen beiden Drittel des Ortes unter den jüngeren Brüdern Wolf Conrad Greck II. und Walther Greck verlost wurden. Wolf Conrad II. erhielt dabei u. a. den Lindenberg östlich der Kirche, auf dem er während drei Jahren Bauzeit wohl von 1599 bis 1602 in Fronarbeit einen Herrensitz errichten ließ. Das eigentliche zweiflügelige Schlossgebäude liegt auf dem Höhenzug, während sich zwei Höfe (Schlosshof und Meiereihof) nach Westen über den Abhang zur Kirche erstrecken. Nach Osten ist die Anlage durch einen Graben vom Lindenberg abgetrennt. Dahinter lag einst ein Turnierplatz.
Die zum Bau des Schlosses geforderten Frondienste erregten den Unmut der Untertanen, deren Beschwerden bis vor das Reichskammergericht drangen. Von diesem ist kein Urteilsspruch bekannt, doch kam es 1604 zu einem Vertrag zwischen Ortsherren und Untertanen, in dem sich beide Parteien verpflichteten, den Streit beizulegen. Im Dreißigjährigen Krieg wurde das Schloss beschädigt und danach 1681 erneuert. Später kam das Gebäude wie auch der Rest des Ortes in den Besitz des Ritterkantons Odenwald, der dort eine Kanzlei und eine Schule einrichtete.
1829/30 ging das Schloss in Privathand über. Zeitweise war eine Zigarren-, später eine Likörfabrik darin untergebracht, außerdem war das Schloss auch Schul- und Wohnhaus. Das Greckenschloss wurde von der Denkmalstiftung Baden-Württemberg zum Denkmal des Monats Oktober 2005 ernannt. Von 2004 bis 2010 wurde es umfassend saniert und wird seitdem von der Grundschule Kochendorf, einer Musikschule und einer Malschule genutzt.

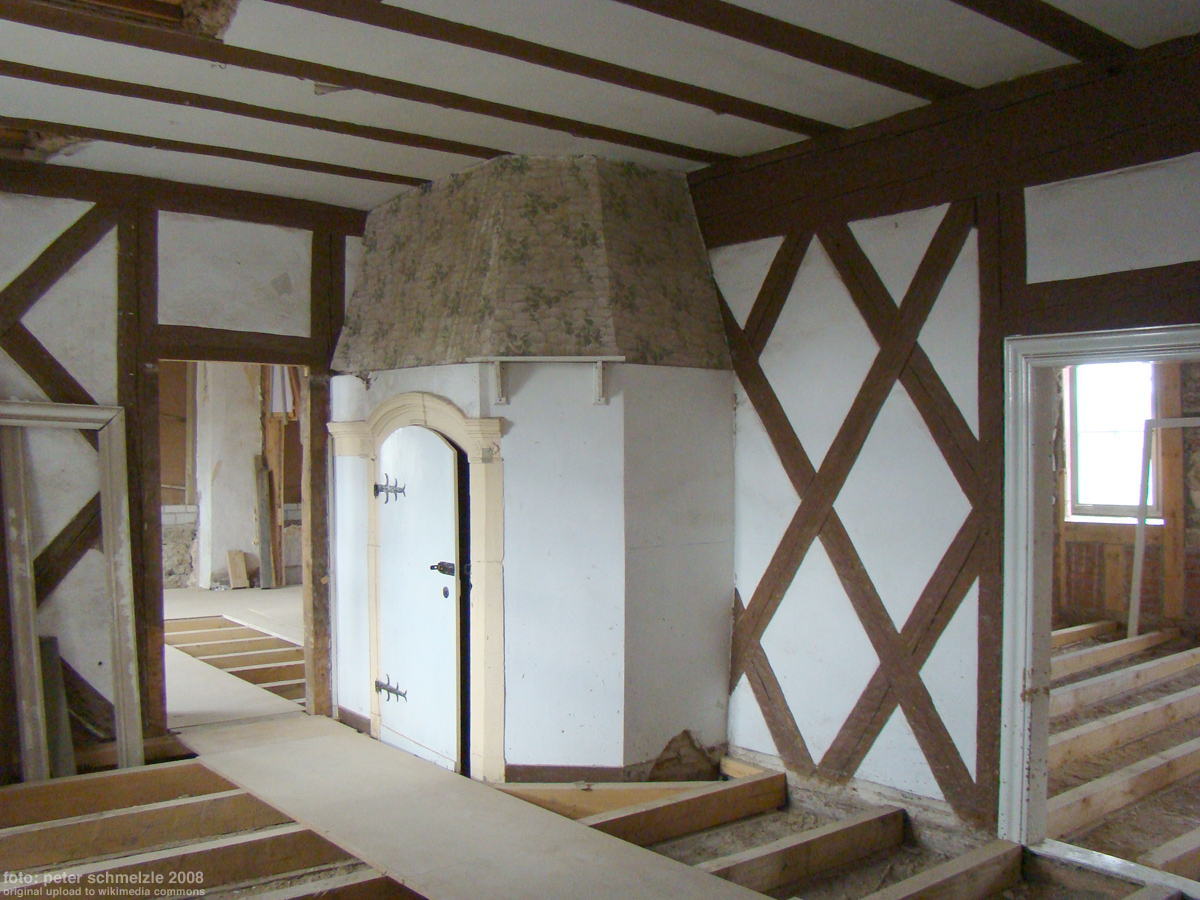
Innenansicht während Sanierung 2008
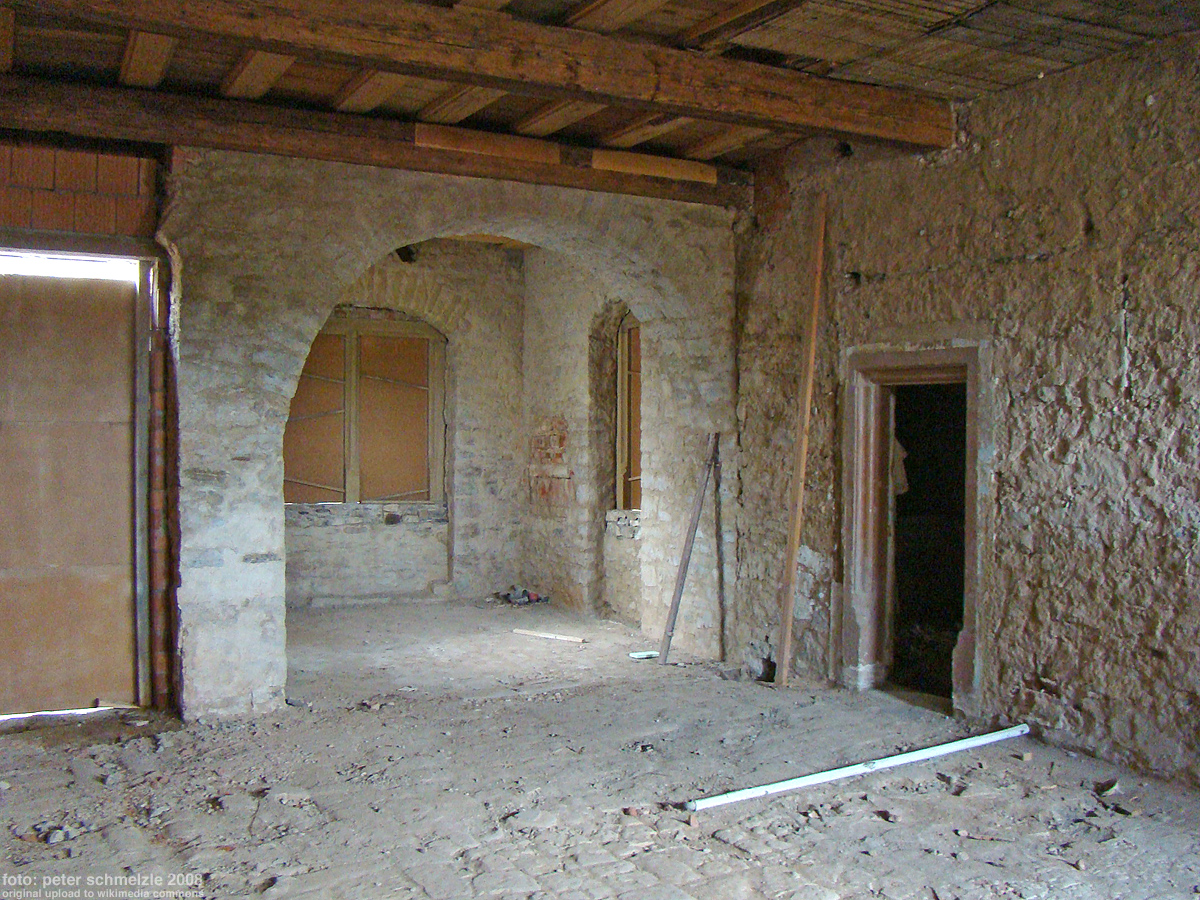
Innenansicht während Sanierung 2008
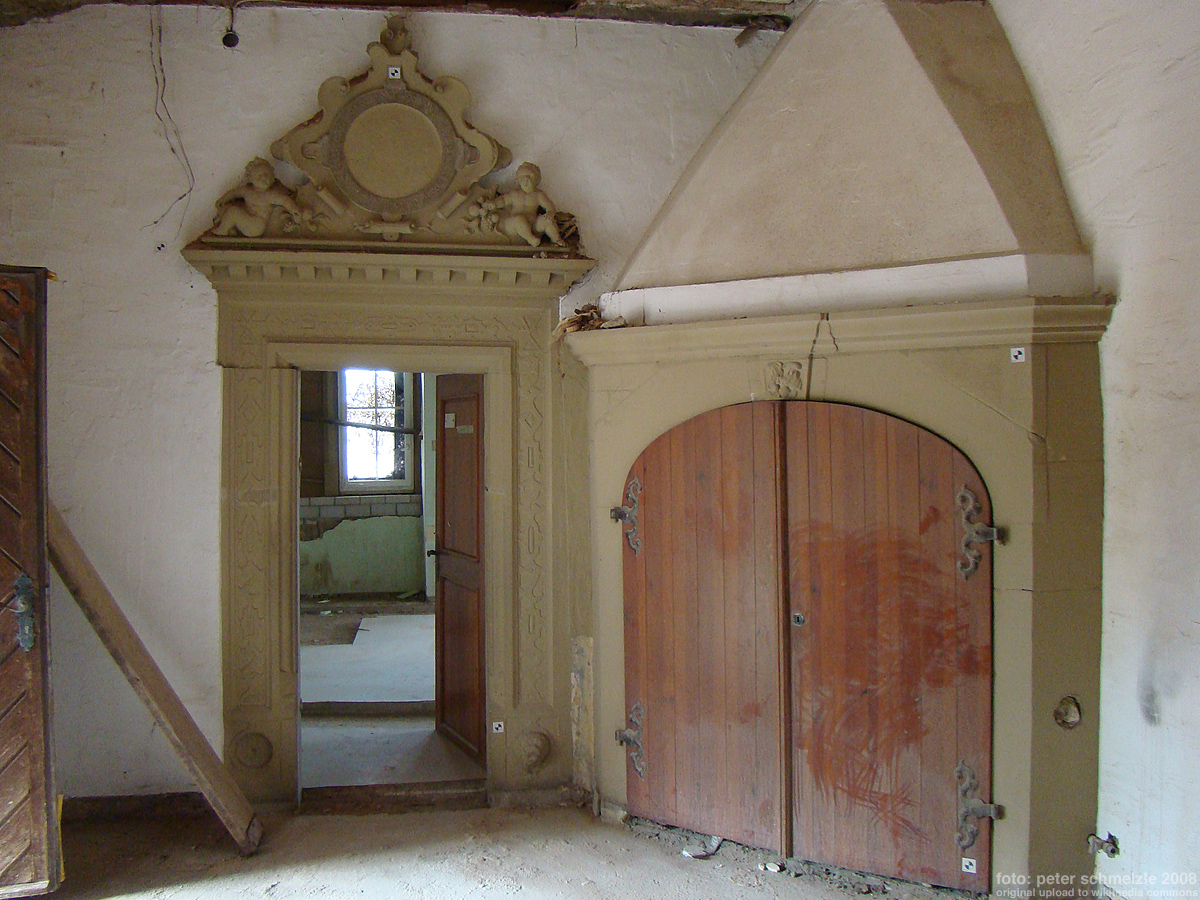
Innenansicht während Sanierung 2008